# ビルヘン・ブランカ広場

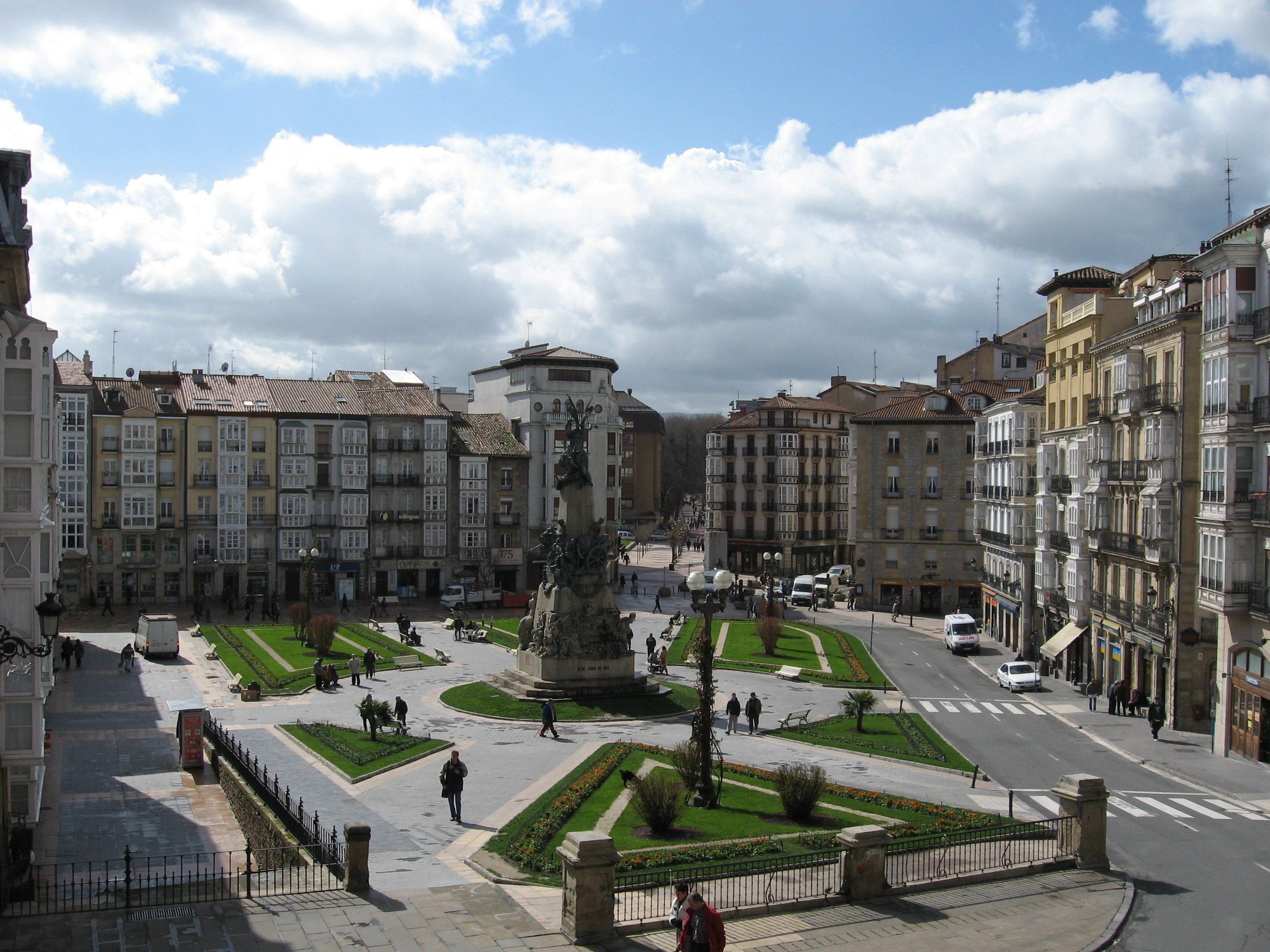
昼間の広場

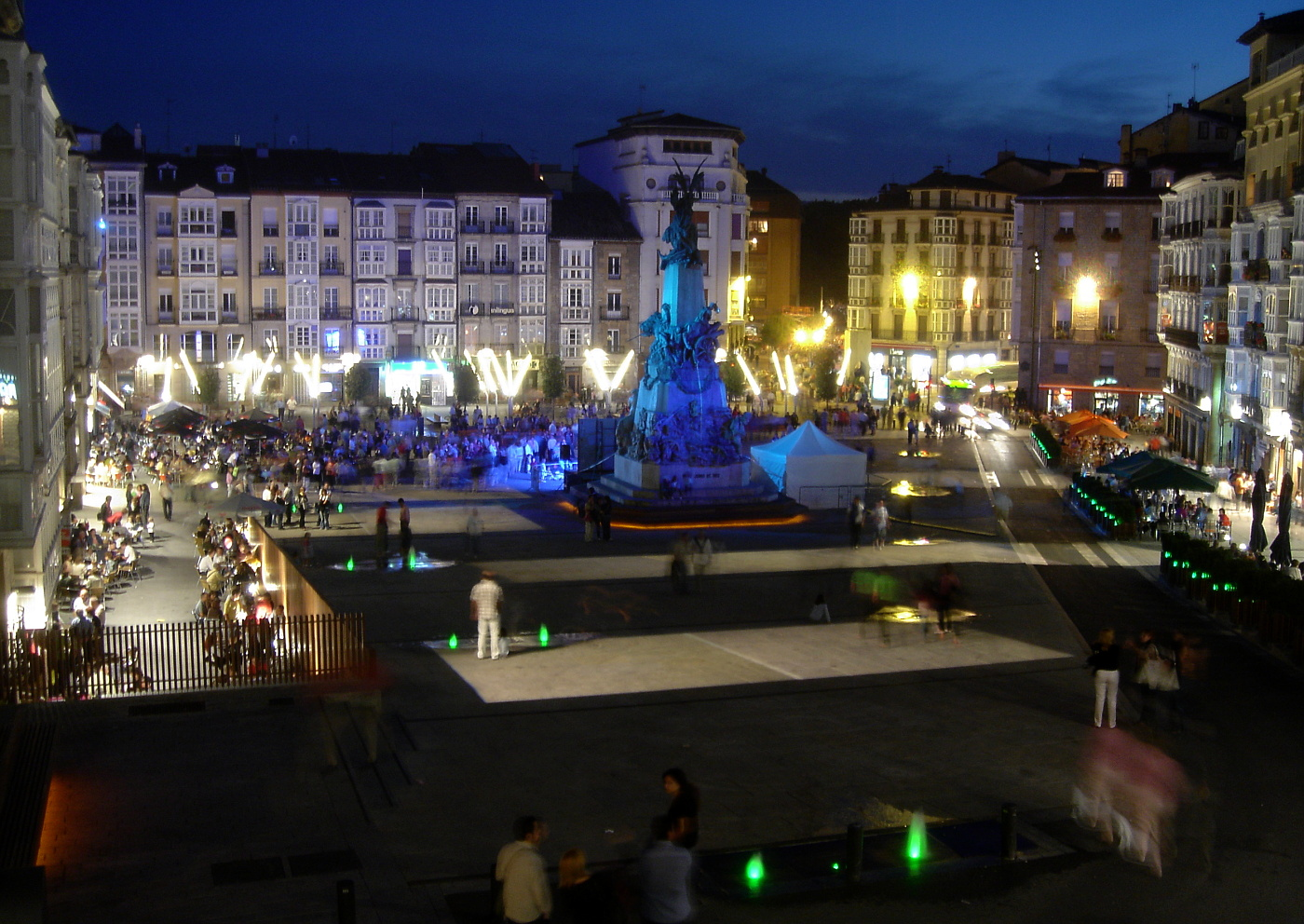
夜間の広場

ビルヘン・ブランカ広場（スペイン語: Plaza de la Virgen Blanca, 英語: Virgen Blanca Square）は、スペイン・バスク自治州・アラバ県・ビトリア＝ガステイスの中心部にある広場である。バスク語ではアンドレ・マリア・スリアレン広場(バスク語: Andre Maria Zuriaren Plaza)。建設年代が新しいスペイン広場（新広場）と対比して旧広場とも呼ばれる。

## 歴史
中世からこの広場はビトリア＝ガステイスの中心地であり、闘牛が行われたり、食料品市場があった。スペイン独立戦争中の1813年6月21日に行われたビトリアの戦いの勝利を記念し、ビルヘン・ブランカ広場の中央部にはビトリアの戦いのモニュメントが飾られている。18世紀末にはビトリア＝ガステイス出身の建築家フスト・アントニオ・デ・オラギベルによって、隣接した場所にスペイン広場が建設された。ビルヘン・ブランカ広場は旧広場、スペイン広場は新広場とも呼ばれ、スペイン広場の完成後もビルヘン・ブランカ広場は待ち合わせ場所として使用されている。2007年には中央部にあった花壇が除去されて噴水が設置された。ビルヘン・ブランカ広場は旧市街の入口にあたり、中世からの旧市街と19世紀末に拡大した新市街とをつないでいる。旧市街にはサンタ・マリア大聖堂、サン・ミゲル・デ・アルカンヘル教会、ドーニャ・オチャンダの塔などの歴史的建造物が残されている。2014年8月には広場で世界最大のトルティージャを作るイベントが開催された。精巧なコンピューター計算で熱さや焼き具合などを制御し、1,600kgのジャガイモ、16,000個の卵、150リットルのオリーブオイル、26kgのタマネギ、15kgの塩を使って作られたトルティージャは、直径520cm、厚さ7cm、重さ1.5トン（厚さのみは平均的なトルティージャと同じ）にもなった。

## ビルヘン・ブランカ祭
1884年にはビトリア＝ガステイスの守護聖人であるビルヘン・ブランカを称えるビルヘン・ブランカ祭がビルヘン・ブランカ広場を中心として初開催された。ビルヘン・ブランカ祭は毎年8月4日から8月9日に行われ、最終日がビルヘン・ブランカの日である。ハイ・アライ（バスク・ペロータ）などバスクの伝統的スポーツ、市外からもアーティストを招いたコンサート、スペイン広場から闘牛場までのパレードなどが行われる。